# گرادینا، دانیلوگراد
گرادینا (به لاتین: Gradina) یک منطقهٔ مسکونی در مونته‌نگرو است که در شهرداری دانیلوگراد واقع شده‌است. گرادینا ۱۸۷ نفر جمعیت دارد.